# Øravík

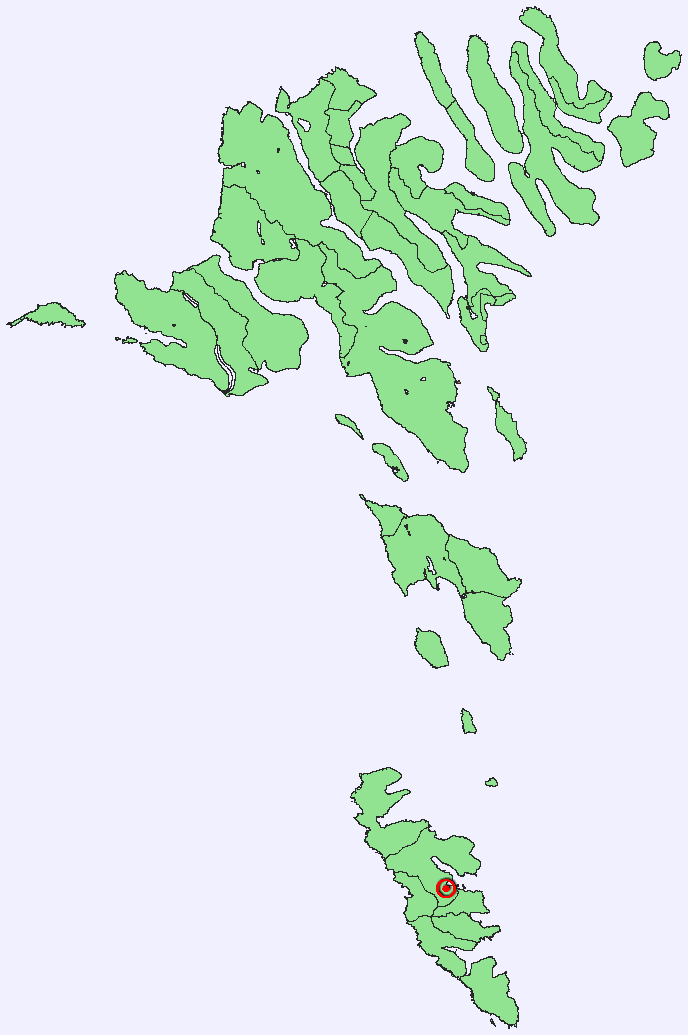

Øravík oder Ørðavík [ˈøːɹavʊik] (dänisch: Ørdevig) ist ein Ort der Färöer an der Westküste Suðuroys.
- Einwohner: 44  (1. Januar 2014)
- Postleitzahl: FO-827
- Kommune: Tvøroyrar kommuna

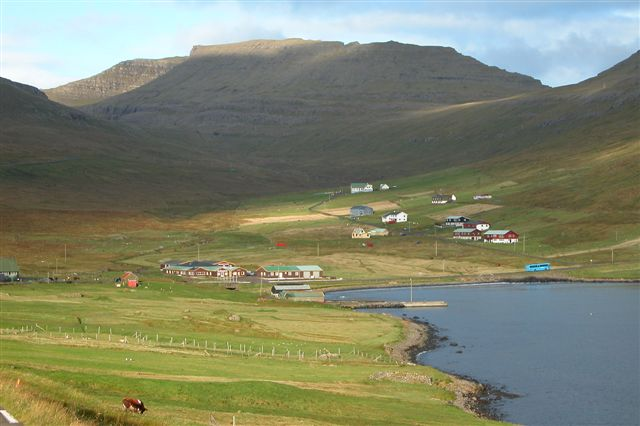
Øravík

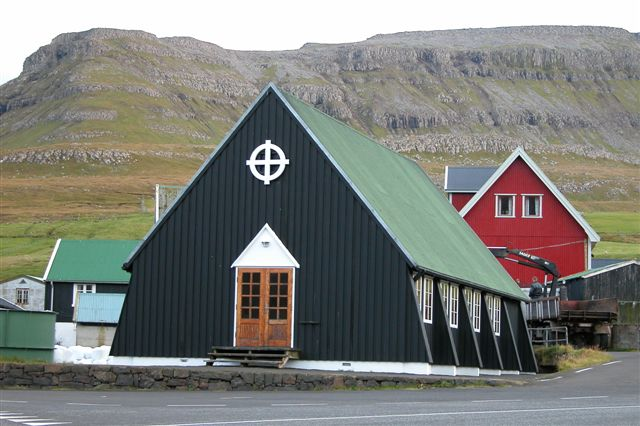
Die Dorfkirche von Øravík

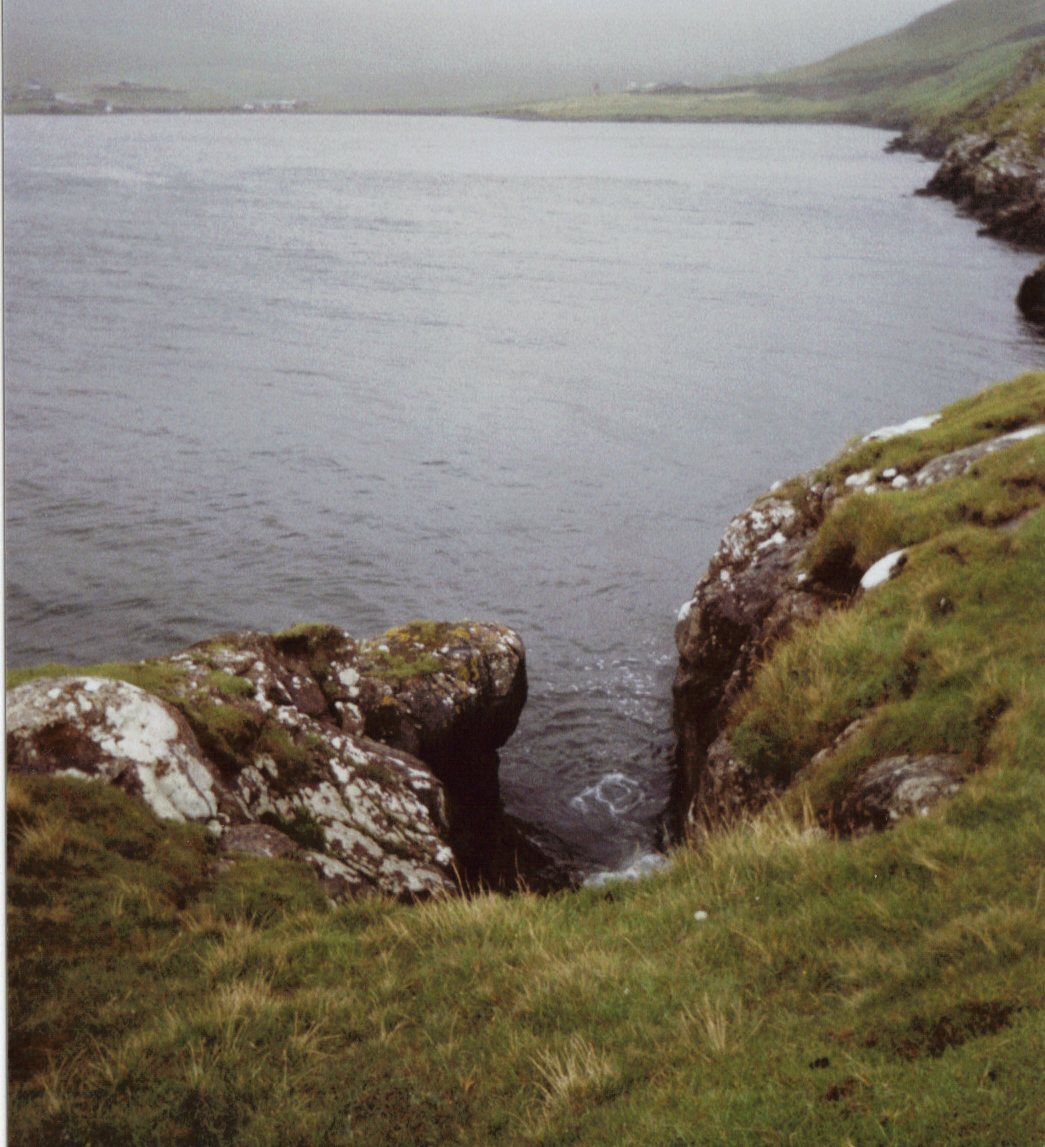
Schlucht „Gálgagjógv“ (Galgenschlucht).

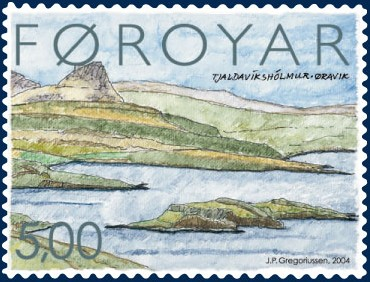
Der Tjaldavíkshólmur bei Øravík. Färöische Briefmarke von 2004. Künstler: Jákup Pauli Gregoriussen

Øravík liegt am Südufer des Trongisvágsfjørðurs.
Øravík ist ein altes Dorf, das aufgrund seiner Lage auf der Mitte der Insel von jeher als Thingstätte auf Suðuroy diente. Die eigentliche Thingstätte war Uppi millum Stovur, etwa 2 km westlich des Dorfes.
Die Bucht, an der Øravík liegt, trägt den gleichen Namen, während die Landzunge auf der Nordseite Gálgatangi heißt. Sie ist nach dem Galgen benannt, der hier einst stand und an dem die zum Tode Verurteilten gehängt wurden. Direkt am Meer befindet sich hier auch die sehenswerte Schlucht „Gálgagjógv“ (Galgenschlucht), auf die an der Straße eine Hinweistafel aufmerksam macht. Im Falle einer Hinrichtung wurde über die Schlucht ein Balken gelegt, an dem die Verurteilten unmittelbar über dem Meer gehängt wurden.
Die nächstgelegene Bucht ist Tjaldavík auf der Innenseite des 7,5 Hektar großen Tjaldavíkshólmur, einem der 11 Holme der Färöer. Während des Zusammentreffens des vártings „Suðuroyarting“ wurden hier Zelte aufgestellt. Diesen Zelten (färöisch: tjald = Zelt) verdanken die Bucht und der Holm ihren Namen. Der Tjaldavíkshólmur gehört administrativ zum südlichen Nachbardorf Hov. Er bietet ausreichend Nahrung für zehn Schafe.